# Tanzen im Dreiländereck
Tanzen im Dreiländereck (kurz auch 3LE genannt) ist eine seit 2003 jährlich stattfindende internationale Tanzsportveranstaltung in Aachen.
Die Veranstaltung wurde am 3. Mai 2002 von Vertretern der vier größten Tanzsportvereinen Aachens, dem TSC Grün-Weiß Aquisgrana Aachen, dem TSC Schwarz-Gelb Aachen, dem Tanzsportzentrum Aachen und dem Aachener TSC Blau-Silber ins Leben gerufen. Mittlerweile besteht die Veranstaltergemeinschaft aus dem TSC Grün-Weiß und dem TSC Schwarz-Gelb, welcher seit 2011 mit dem TSC Blau-Silber zusammengelegt wurde, und dem TC Schwarz-Rot Düren, welcher seit 2006 für das ausgeschiedene Tanzsportzentrum eingesprungen ist.
Auf mehreren Tanzflächen gleichzeitig werden über ein ganzes Wochenende Turniere aller Klassen jeweils für Standard- und Lateintänze ausgerichtet. Durch die Zusammenarbeit mit den Tanzsportverbänden aus den Niederlanden und Belgien ist es darüber hinaus möglich, dass Paare aus allen drei Verbänden gemeinsam an den Turnieren teilnehmen können, was in der Regel aufgrund verschiedener nationaler Bestimmungen nicht immer möglich ist. Ebenso ist das Team der Wertungsrichter international besetzt.
Zusätzlich zu den Turnieren des Deutschen Tanzsportverbandes DTV, werden zeitgleich noch Breitensportturniere, durchgeführt. Dies wurde bis 2012 in Zusammenarbeit mit dem Unitanz Aachen, der Gesellschaftstanzabteilung des gemeinsamen Hochschulsportzentrums der RWTH Aachen und der FH Aachen durchgeführt, die für sämtliche Hochschulangehörige bundesweit offen sind und auch Nicht-Turniersportlern die Turnierteilnahme ermöglichen. Ziel ist die Nachwuchsförderung und Heranführung der großen Anzahl von Tänzern im Hochschulsport zum leistungsorientierten Turniersport. Seit 2012 werden die Breitensportturniere nach den Richtlinien des DTV durchgeführt.
Seit der 9. Veranstaltung im Jahr 2011 konnte im Rahmen der jährlichen Abendveranstaltung das Programm um die vakante Rangliste der Senioren II S im Standard erweitert werden, womit seitdem sämtliche Altersklassen ausgeschrieben sind.